# 1806

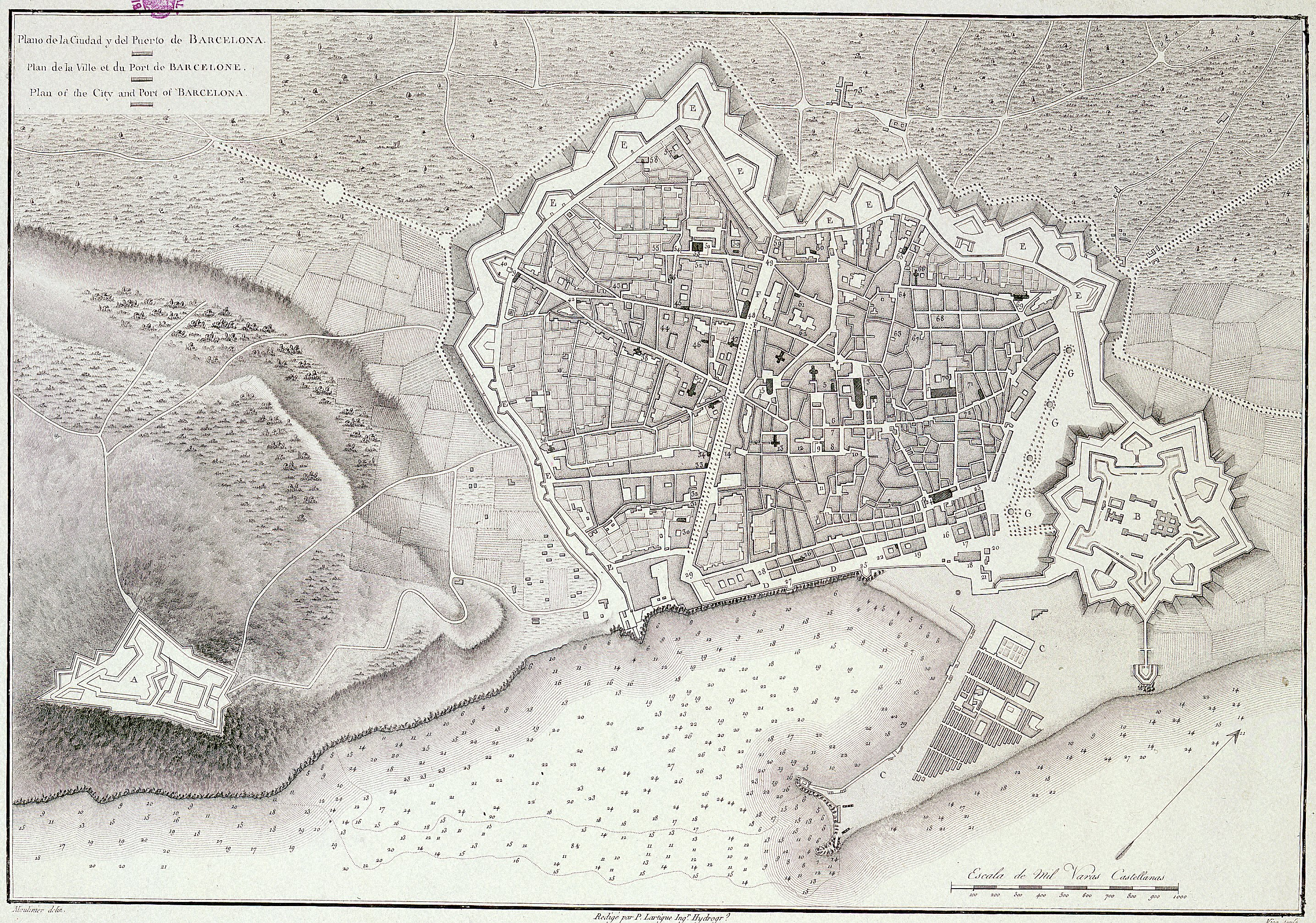
Plànol de Barcelona, l'any 1806.

## Esdeveniments
Països Catalans
Resta del món
- 1 de gener (França): Napoleó I anul·la el calendari republicà i restableix el gregorià.
- 1 de gener (Alemanya): Napoleó I estableix el Regne de Baviera.
- 10 de gener: Els holandesos es rendeixen als anglesos en Ciutat del Cap.
- 15 de febrer:
  - Després de la victòria de Napoleó a Austerlitz, se signa el Tractat de París, pel qual Prússia es veu obligada a concertar una aliança ofensiva i defensiva amb França.
  - Els exèrcits francesos entren en el Regne de Nàpols.
- 25 de març – Ocumare (Veneçuela): Francisco Miranda intenta desembarcar-hi amb tres vaixells, però el rebutgen les forces reials i s'ha de retirar a l'Illa de la Trinitat.
- 12 de juliol - París (França): 16 estats del Sacre Imperi Romanogermànic signen el Tractat de la Confederació del Rin amb el que se separen de l'imperi, cosa que significa la seva dissolució. En aquest moment Liechtenstein guanya la plena sobirania.[1]
- 8 d'octubre - Comença la guerra de la Quarta Coalició quan Prússia, Saxònia i altres estats germànics s'alien per a lluitar contra la França de Napoleó Bonaparte.
- 14 d'octubre - Jena (Turíngia, Alemanya): l'exèrcit de la Primera República Francesa obté una victòria decisiva en la batalla de Jena contra l'exèrcit prussià en el marc de la guerra de la Quarta Coalició.
  - - Auerstädt (Prússia, actualment a Turíngia, Alemanya: l'exèrcit prussià surt derrotat en la batalla d'Auerstädt contra l'exèrcit de Napoleó a la guerra de la Quarta Coalició.
- 24 d'octubre: Els exèrcits de Napoleó entren en Berlín.
- 24 de novembre: L'imperi francès estableix el Bloqueig Continental contra el Regne Unit.
- Inici de la guerra entre Rússia i els turcs
- Estrena de El sí de las niñas, de Leandro Fernández de Moratín per la companyia d'Eusebio Ribera i la famosa actriu madrilenya Maria Ribera.
- La Colònia del Cap passa a control britànic
- S'aprova la llei que prohibeix el tràfic d'esclaus a l'Imperi Britànic,[2] que entrarà en vigor el 1807, però no l'esclavitud.

## Naixements
Països Catalans
- 26 de gener, Olot (la Garrotxa): Esteve Paluzie i Cantalozella, paleògraf, pedagog i antiquari liberal.
- 24 de novembre, Gironella (el Berguedà): Antoni Roca i Dencàs, industrial tèxtil, polític i banquer català.

Resta del món
- 3 de gener, 1806: Henriette Sontag, soprano alemanya.[3]
- 19 de gener, Řepnice: Václav Jindřich Veit conegut en alemany com Wenzel Heinrich Veit, compositor, copista, pianista i advocat txec.
- 6 de març, Durham (Anglaterra): Elizabeth Barret Browning, destacada poeta en anglès de l'era victoriana (m. 1861).[4]
- 21 de març, San Pablo Guelatato, Estat d'Oaxaca, Mèxic: Benito Pablo Juárez García, President mexicà amerindi zapoteca (m. 1872).[5]
- 27 d'abril, Palerm, Regne de les Dues Sicílies: Maria Cristina de Borbó-Dues Sicílies, reina consort d'Espanya i regent (m. 1878).[6]
- 20 de maig, Londres, Regne Unit: John Stuart Mill, filòsof anglès (m. 1873).[7]
- 27 de juny, Madurai, Raj britànic: Augustus De Morgan, matemàtic i lògic britànic (m. 1871).[8]
- 19 de setembre, Aberdeen (Escòcia): William Dyce, pintor i pedagog escocès (m. 1864).
- 25 d'octubre, Bayreuth, Electorat de Baviera: Johann Kaspar Schmidt, conegut com a Max Stirner, filòsof alemany (m. 1856).[9]

## Necrològiques
Països Catalans
- 30 de gener, Sant Petersburg, Imperi Rus: Vicent Martín i Soler, compositor valencià del classicisme (n. 1754).
- 22 de març, València: Manuel Lassala i Sangerman, teòleg, humanista, poeta i dramaturg valencià (n. 1738).
- 31 de març, Girona (Gironès): Francesc Dorca, religiós, historiador i erudit gironí.[10]
- 3 d'agost, Bellpuig de les Avellanes (la Noguera): Josep Martí, frare premonstratès abat de Bellpuig de les Avellanes i historiador.

Resta del món
- 18 de febrer, Leipzig: Christian Gottfried Thomas, músic.
- 27 d'abril, Berlín: Amalie von Gallitzin, escriptora i intel·lectual alemanya.[11]
- 31 de maig, Chiswiick (Anglaterra): George Macartney. Primer ambaixador britànic a la Xina (n. 1737).[12]

- 26 de juliol, Winkel: Karoline von Günderrode, escriptora romàntica alemanya.[13]
- 10 d'octubre, Roma:Theresa Concordia Maron, pintora alemanya coneguda pel seu talent per a la miniatura i el pastel (n.1725).[14][15]
- 31 d'octubre, 
  - Edo (Japó): Kitagawa Utamaro, gravador i pintor japonès (n. 1753).[16]
  - Heidelberg: Sophie Mereau, escriptora romàntica alemanya (n. 1770).[17]
- Arakida Rei, escriptora japonesa